# خواكيم باراند
خواكيم باراند (بالفرنسية: Joachim Barrande)‏ (11 أغسطس 1799 - 5 أكتوبر 1883) هو جيولوجي وعالم أحياء قديمة فرنسي.

## المسيرة المهنية
ولد باراند في لوار العليا، وتلقى تعليمه في مدرسة الفنون التطبيقية والمدرسة الوطنية للخطوط في باريس. على الرغم من أنه تلقى تدريب مهندس، إلا أنه تعيّن معلمًا، وعندما تنازل الملك في عام 1830، رافق باراند المنفيّين الملكيين إلى إنجلترا واسكتلندا، وبعد ذلك إلى براغ. استقر في تلك المدينة في عام 1831، وأصبح مشغولًا في الأعمال الهندسية، ثم انجذب انتباهه إلى الأحافير من صخور حقبة الحياة القديمة السفلى في بوهيميا.
نشر عن العصر السيلوري في عام 1839. أجرى باراند أبحاثًا منهجية على الطبقات المكافئة في بوهيميا. لمدة عشر سنوات (1840-1850) أجرى دراسة تفصيلية لهذه الصخور، حيث قام بجلب عمّال خصيصًا لجمع الأحافير، وبهذه الطريقة حصل على ما يصل إلى 3500 نوع من الجريبتوليت وعضديات الأرجل والرخويات ومفصليات ثلاثية الفصوص والأسماك. المجلد الأول من عمله، ظهر في عام 1852؛ ومن ذلك التاريخ حتى عام 1881 أصدر واحدًا وعشرين مجلدًا من النصوص واللوحات. تم إصدار مجلدين آخرين بعد وفاته في عام 1887 وعام 1894. ويقدر أنه أنفق قرابة 10,000 جنيه إسترليني على هذه الأعمال. بالإضافة إلى نشر عدد كبير من الأوراق المنفصلة. تقديراً لأبحاثه المهمة، منحته الجمعية الجيولوجية في لندن عام 1857 ميدالية ولاستون. في عام 1870 تم انتخابه كعضو أجنبي في الأكاديمية الملكية السويدية للعلوم. وأيضًا تم انتخابه كعضو فخري أجنبي في الأكاديمية الأمريكية للفنون والعلوم عام 1875.
توفي باراند في 5 أكتوبر 1883. تم تخزين مجموعته الواسعة في المتحف الوطني في براغ على أساس وصيته.
في عام 1884 تم تسمية صخور باراند في براغ تكريماً له، وتمت إضافة لوحة ضخمة مع اسم باراند في الصخور. في 24 فبراير 1928، سميت مقاطعة براغ، باراندوف باسمه.

## معارضة التطور
كان باراند من دعاة نظرية الكوارث (كما علمه جورج كوفييه)، وبالتالي فهو معارض لنظرية تشارلز داروين للتطور. رفض تحويل الأنواع. كما كتب كتابًا مكونًا من خمسة مجلدات حول الدفاع عن نظريته حول ما يسمى «المستعمرات»، بافتراض أن سبب وجود الأحافير النموذجية لطبقة واحدة محاطة بتلك النموذجية لطبقة أخرى هو أمر غير أكيد. كان يميل إلى تسمية تلك المستعمرات بأسماء خصومه العلميين.
انتقد الجيولوجي هنري هيكس وجهات نظره المناهضة للتطور، وعلق قائلاً: «من المعروف أن باراند معارض قوي لنظرية التطور، ومن المؤكد أن هذا التحيز القوي منعه من رؤية وقبول العديد من الحقائق التي كانت ستفعل خلاف ذلك، لذلك المراقب الحريص والحذر، بدا غير متسق مع هذه الآراء القوية».

## روابط خارجية
- خواكيم باراند على موقع الموسوعة البريطانية (الإنجليزية)

- سيرة مفصلة
- سيرة مفصلة (باللغة التشيكية، مع تفاصيل إقامته في بوهيميا)
- جزء من مجموعته يمكن الوصول إليه عبر الإنترنت من خلال Europeana
- أعمال Joachim Barrande يمكن الوصول إليها عبر الإنترنت عبر Kramerius (مكتبة رقمية)
- Système silurien du centre de la Bohême يمكن الوصول إليه عبر الإنترنت عبر Kramerius (مكتبة رقمية)